# 贝特朗·巴雷尔
贝特朗·巴雷尔·德·维厄扎克（法語：Bertrand Barère de Vieuzac，法語發音：[bɛʁtʁɑ̃ baʁɛʁ də vjøzak]；1755年10月10日—1841年1月13日），法国政治人物、共济会成员、记者，也是国民公会最杰出的成员之一。1789年，贝特朗·巴雷尔當選法國三級會議代表，1791年參與国民制宪议会。在法国大革命时期代表平原派（一个温和的政治派別）。平原派由激进的山岳派人主导，而巴雷尔作为他们的领导人之一，在他的支持下，救国委员会和無套褲漢军队分别于1793年4月和9月成立。根据弗朗索瓦·比佐的说法，巴雷尔同马克西米连·罗伯斯庇尔和安東萬·路易·德·聖茹斯特一样对恐怖时期负有责任。1794年春，他成为了罗伯斯庇尔的反对者并加入政变将其推翻。法国波旁复辟时，他被指控犯下弑君罪而被驱逐出法国。巴雷尔随后來到布鲁塞尔，在那里一直生活到1830年，之後又回到法國並為七月王朝效力。